# Kazimierz Hempel
Kazimierz Hempel
(ur. 4 września 1910 w Knocke (Belgia), zm. 7 lutego 1994 w Łodzi) – inżynier chemik, działacz Polskiego Towarzystwa Turystyczno-Krajoznawczego (PTTK).

## Wykształcenie
Po zdaniu matury w Państwowym Gimnazjum Humanistycznym w Warszawie rozpoczął studia na Wydziale Chemicznym Politechniki Warszawskiej, przerwane w 1939. Skończył je w 1947 na Politechnice Łódzkiej i uzyskał dyplom mgr inż. chemik.

## Praca
Podczas okupacji pracował w Instytucie Naukowym Gospodarstwa Wiejskiego w Puławach, później w Warszawie.
W roku 1945 przyjechał do Łodzi, zaczął pracować w Łódzkiej Fabryce Włókien Sztucznych (późniejsza "Anilana"). Od 1950 pracował w Instytucie Włókiennictwa, a od 1952 do 1980 (w którym przeszedł na emeryturę) w Instytucie Włókien Chemicznych na stanowisku kierownika Zakładu Fizykochemii.
Redaktor naczelny kwartalnika Włókna Chemiczne, wcześniej redaktor działu w miesięczniku Przemysł Włókienniczy.

## Pozazawodowa działalność społeczna
Był człowiekiem o dużej aktywności społecznej, realizującym się głównie w działalności krajoznawczej i turystycznej w PTTK.
Członkiem Polskiego Towarzystwa Tatrzańskiego (PTT) został w 1930, i pozostał nim do momentu połączenia w 1950 z Polskim Towarzystwem Krajoznawczym (PTK) w wyniku którego powstało PTTK. W latach 1947–1949 członek Zarządu Oddziału PTT w Łodzi, w latach 1952-1956 członek Zarządu Okręgu PTTK w Łodzi.
Redaktor opracowania zbiorowego 70 lat społecznej turystyki i krajoznawstwa w województwie łódzkim, PTTK, Łódź, 1979,

## Odznaczenia i wyróżnienia
- Krzyż Kawalerski Orderu Odrodzenia Polski,
- Srebrny i Złoty Krzyż Zasługi,
- Honorowa Odznaka Miasta Łodzi,
- Honorowy Członek PTTK – godność nadana na Zjeździe Krajowym PTTK w 1989.